# STP-2
STP-2 (abreviatura para Space Test Program 2) fue una misión espacial planificada de la Fuerza Aérea de los Estados Unidos, NASA y SpaceX. Tuvo lugar el 25 de junio de 2019 e incluyó el lanzamiento de 24 satélites en un cohete Falcon Heavy. Los satélites debían suspenderse en tres niveles diferentes. Esto lo convierte en el vuelo más complejo para SpaceX hasta el momento. La misión se completó exitosamente. 
Tres de los satélites, LEO/StangSat y Armadillo, también estaban incluidos en la lista de la NASA con el nombre de misión ELaNa XV (abreviatura de "Educational Launch of Nanosatellites XV" en inglés ó "Lanzamiento de nanosatélites para la educación XV" en español).

## Antecedentes y preparación
El Programa de Pruebas Espaciales (STP) es un servicio interno del ejército de los EE. UU. para el transporte de satélites de investigación y desarrollo al espacio. Fue creado en la década de 1960 y está organizado por el Departamento de Defensa de los Estados Unidos. La Fuerza Aérea de los Estados Unidos es responsable de ejecutar los lanzamientos, que a su vez otorga subcontratos a las compañías espaciales.

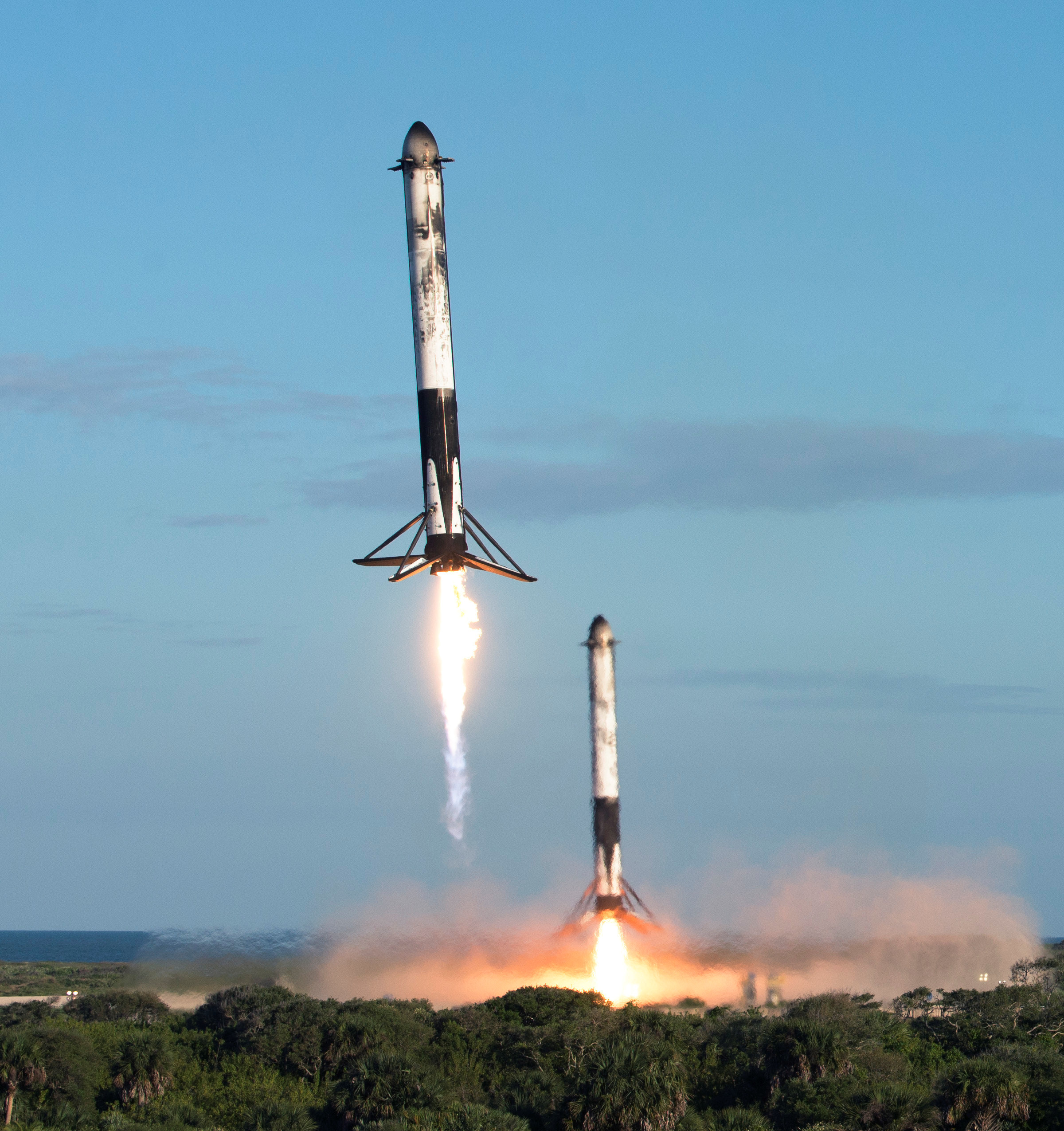
10 de abril de 2019, aterrizaje de los dos motores espaciales de Falcon Heavy que se reutilizarán para STP-2.

SpaceX se adjudicó el contrato para el lanzamiento de la STP-2 en 2012. El primer vuelo del Falcon Heavy fue planeado para 2013 o 2014, la STP-2 debería seguir a mediados de 2015. Sin embargo, debido a las dificultades en el desarrollo del cohete y las dos explosiones de Falcon 9, ambas fechas cambiaron varias veces y durante años. Los satélites transportados son a veces incluso más viejos; por ejemplo, el experimento TEPCE se desarrolló alrededor de 2010 y debería comenzar en 2012.
Con la exitosa misión de STP-2, el Falcon Heavy calificaría para el lanzamiento de cargas militares y de inteligencia más importantes. Además, STP-2 es un primer paso para obtener el permiso de volar este tipo de misiones con motores espaciales reutilizados. Es la primera misión espacial militar en utilizar motores espaciales reutilizados: mientras se reconstruyó la primera etapa del cohete (número de serie B1057), los dos motores laterales (# B1052 y B1053) ya realizaron su primer vuelo en Arabsat 6A.

## Misión
Al igual que las dos primeras muestras de Falcon Heavy, la carga STP-2 también se lanzó con una configuración reutilizable. El resultado es inicialmente el mismo proceso, con un doble aterrizaje de los motores laterales en las zonas de aterrizaje de Cabo Cañaveral 1 y 2 y el siguiente aterrizaje en el mar con la primera etapa en la plataforma marítima "Of Course I Still Love You" de SpaceX. Para esta misión, los motores laterales aterrizaron correctamente, pero el cohete principal tuvo problemas y explotó al llegar a la plataforma marítima. 
Después de alcanzar la primera órbita de destino y apagar el motor de la segunda etapa, el experimento Oculus-ASR (70kg) debe ser descubierto por primera vez. A esto le siguen los pares de nanosatélites E-TBEx A y B, LEO y StangSat, PSat 2 y Bricsat 2, y TEPCE 1 y TEPCE 2. Luego, el motor debe encenderse por segunda vez y llevar la plataforma del cohete con los otros satélites a una órbita superior. Prox-1, NPSat1, OTB 1 y GPIM y seis satélites Formosat deObservación de la Tierra Cósmica serán expulsados seguidamente. A esto le sigue una fase de aceleración final en una órbita terrestre media elíptica. Allí, el sistema DSX (600kg) va a separarse aproximadamente tres horas después del inicio de la misión.
Después de una fase de tres horas sin energía, los residuos de combustible finalmente se descargan y la segunda etapa se apagará.

## Carga útil

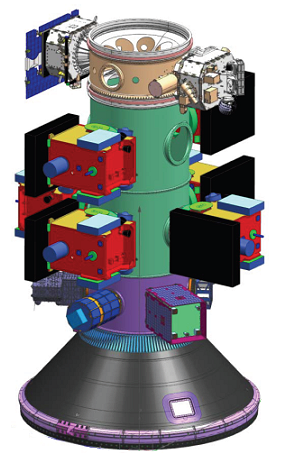
Carga útil de STP-2 con adaptador, en el medio de los satélites Formosat/Cosmic, por encima de DSX.

Según el sitio web de SpaceX, la carga útil de la misión STP-2 consiste en 23 satélites. 20 de ellos se enumeran individualmente:
- DSX (Demostración y Experimentos de Ciencia - en inglés: "Demonstration & Science Experiments"), una plataforma experimental de la patente estadounidense de la Fuerza Aérea con 13 experimentos diferentes. Estudiará las condiciones ambientales en altitudes de 6.000 a 12.000 km, es decir, en el área entre las dos zonas principales del cinturón de radiación de Van Allen. La Fuerza Aérea quiere obtener información sobre la posible operación de satélites militares en esta región que posee bastante radiación.[11]

- E-TBEx (Experimento de baliza en tándem mejorado - en inglés: "Enhanced Tandem Beacon Experiment"), es un experimento de la NASA que tiene como objetivo medir la influencia variable de la ionosfera en las señales de radio y, por lo tanto, contribuir a la comprensión del clima espacial. Además de dos satélites dedicados, incluye transmisores a bordo de los seis satélites y receptores Formosat 7/Cosmic 2 en cinco islas del Pacífico.[12][13][14]

- Formosat-7/Cosmic-2 (Sistema de observación de constelaciones para meteorología, ionosfera y clima. - en inglés: "Constellation Observing System for Meteorology, Ionosphere, and Climate"), una constelación de seis satélites meteorológicos de la Agencia Espacial de Taiwán y la Agencia Meteorológica de los Estados Unidos.[15]

- GPIM (Misión de infusión de propelente verde. - en inglés: "Green Propellant Infusion Mission"), es un satélite de la NASA utilizado para probar un combustible a base de nitrato de hidroxilamonio desarrollado por la Fuerza Aérea. Este compuesto químico es una alternativa potencial a la hidracina altamente tóxica. El satélite llevará a cabo experimentos adicionales para observar el clima espacial y para probar la navegación GPS en órbitas terrestres bajas.[16][17][18]

- LEO (Lanzamiento de Observador de Entorno. - en inglés: "Launch Environment Observer") y StangSat, dos Cubesats creados por estudiantes para medir la vibración y la temperatura durante los lanzamientos de cohetes, además de poder compartir datos a través de Wi-Fi.[9]

- Lightsail 2, un demostrador de Vela Solar de la Sociedad Planetaria. Estará a bordo del satélite Prox-1 durante el lanzamiento y será expulsado una semana después.[19]

- NPSat1 (Naval Postgraduate School Satellite 1), una compilación de experimentos con tres objetivos de misión: observación del clima espacial en la ionosfera, pruebas de la idoneidad de componentes estándar de bajo costo en condiciones espaciales y el funcionamiento de un satélite con fines didácticos.[20]

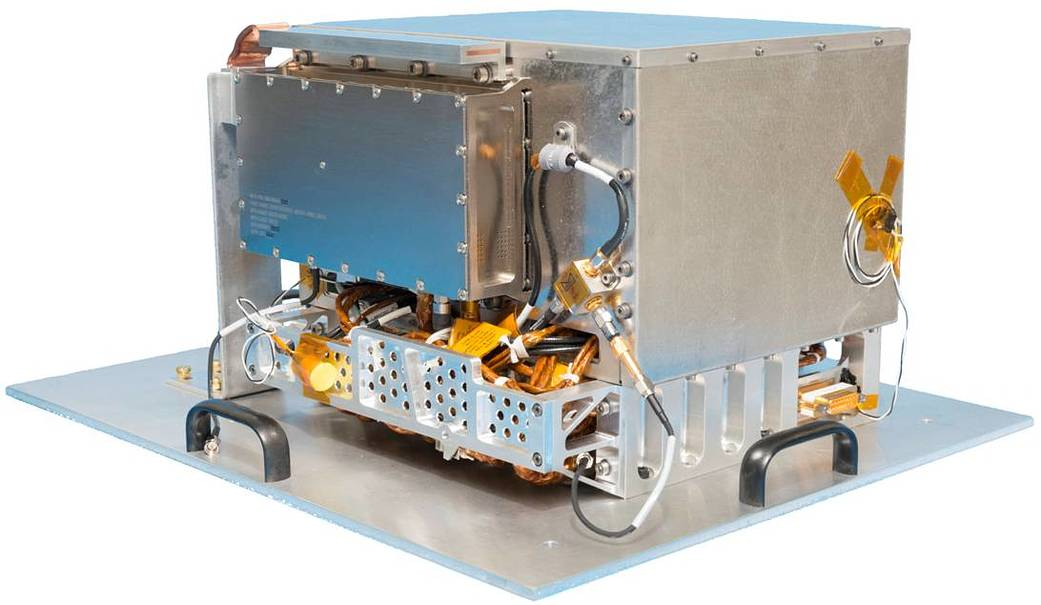
El reloj atómico del espacio profundo a bordo del OTB-1

- Oculus-ASR, es un satélite construido por estudiantes de la Universidad Tecnológica de Míchigan en colaboración con la Fuerza Aérea de los EE. UU. Está equipado con reflectores para calibrar un telescopio de observación satelital terrestre.[21]

- OTB-1 (Orbital Test Bed 1), es una plataforma experimental de General Atomics y SSTL-US. Realiza experimentos para probar varias tecnologías en órbita espacial o terrestre, incluido "El reloj atómico del espacio profundo" (Deep Space Atomic Clock) de la NASA y módulos electrónicos y solares.[22]

- Prox-1, es un experimento, aún sin completar, del Instituto de Tecnología de Georgia. El plan era lanzar el satélite Lightsail 2, acercarse a él y observarlo. Debido a problemas de desarrollo de software, la segunda parte de la misión fue abandonada; Prox-1 es solo para el transporte de Lightsail.[23]

- PSat-2, es un satélite experimental de radio de la Academia Naval de los Estados Unidos.[24]

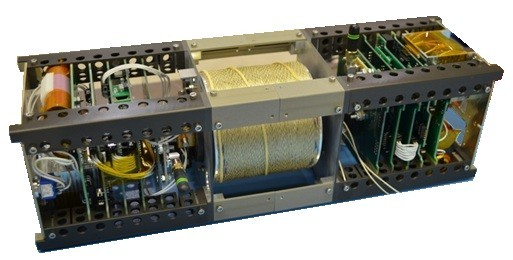
TEPCE en condiciones para su transporte

- TEPCE (Experimento de la propulsión de CubeSat de Tether - en inglés: "Tether Electrodynamics Propulsion CubeSat Experiment"), son un par de satélites del Laboratorio de Investigación Naval de los EE. UU., que probarán los cambios en la pista utilizando Space Tether. Entre los satélites se extiende un cordón eléctricamente conductor de 1 km de largo; las corrientes eléctricas a través del cable deberían permitir la navegación en el campo magnético de la tierra.[25]

Además, se sabe que los siguientes satélites comenzarán sus operaciones con STP-2: 
- Armadillo (Actitudes relacionadas con maniobras e instrumentos de escombros en órbita baja (L). - en inglés: "Attitude Related Maneuvers And Debris Instrument in Low (L) Orbit"), es un satélite de enseñanza e investigación de la Universidad de Texas en Austin y la Universidad de Baylor. Con sus dos instrumentos principales, debe investigar, por un lado, las mejores partículas de desechos espaciales y, por otro lado, la atmósfera de la Tierra.[26][27]

- Bricsat-2, junto con PSat-2, es otro satélite experimental de radio de la Academia Naval de los Estados Unidos. También probará una unidad fina con motores de arco térmico miniaturizados.[28][29]

- FalconSat-7, es un telescopio solar experimental de la Academia de la Fuerza Aérea de los Estados Unidos.[30][31]